# Port Reading Railroad
Le Port Reading Railroad (sigle de l'AAR: PRDG) était un chemin de fer de classe I qui fut créé par le Reading Railroad en 1890 afin de relier Port Reading à Bound Brook, New Jersey, où il se connectait avec le Lehigh Valley Railroad et le Central Railroad of New Jersey. 

## Les origines
Le Port Reading Railroad fut créé en 1890 par le Reading Railroad et ouvrit en 1892.
La ligne partait d'une jonction localisée à Bound Brook (New Jersey), où se rencontraient le Lehigh Valley Railroad et le Central Railroad of New Jersey, puis se dirigeait vers l'est en traversant le comté de Middlesex pour atteindre son terminus portuaire appelé Port Reading shipping terminal, situé sur l'Arthur Kill dans le Woodbridge Township près de Perth Amboy (New Jersey). Port Reading fut construit pour satisfaire les besoins du Reading Railroad.
Une connexion fut construite entre Bound Brook et Manville (New Jersey), le long du fleuve Raritan, afin d'atteindre la Trenton line (anciennement Delaware & Bound Brook Railroad) du Reading Railroad permettant de desservir les ports New Yorkais. 
De nos jours, des restes de cette connexion sont toujours visibles le long de la ligne principale du CSX Transportation/NS; ce sont les infrastructures les plus proches du fleuve Raritan.

## Le déclin duXXesiècle
Au cours du XXe siècle, le Reading Railroad et sa filiale le Port Reading Railroad, tout comme la majorité des chemins de fer américains de l'époque, connurent une baisse généralisée de leurs activités. La baisse de la demande de charbon après la Seconde Guerre mondiale fut terrible pour le Reading. Les lignes secondaires comme le Port Reading Railroad furent particulièrement affectées par le déclin, car les sociétés mères les négligeaient encore plus. Le Reading, entraîné par la faillite du Penn Central, finit par faire banqueroute en 1971.
En 1976, Conrail reprit la plupart des chemins de fer du Nord-Est des États-Unis en banqueroute. Selon la terminologie utilisée par Conrail pour désigner les lignes secondaires, le Port Reading Railroad fut rebaptisé Port Reading Secondary, mais n'était guère plus qu'une petite ligne desservant des industries locales. Ce service marchandises se poursuivit jusque dans les années 1990. 

## Le CSX et la renaissance
Le 23 juin 1997, le Norfolk Southern Railway et le CSX Transportation s'unirent pour reprendre les 17 600 km du réseau de Conrail (CR). Le 22 août 1998, le NS racheta 58 % du CR (ex réseau du Pennsylvania Railroad) et le CSX 42 %. Le CSXT récupéra ainsi 6 080 km de voies constituées principalement par l'ex-réseau du NYC, mais aussi par le Port Reading Secondary. L'exploitation débuta officiellement le 1er juin 1999. 
- (en) Cet article est partiellement ou en totalité issu de l’article de Wikipédia en anglais intitulé « Port Reading Railroad » (voir la liste des auteurs).